# Alajuela (oraș)
Alajuela este un oraș din Costa Rica.